# محوطه جورچال
محوطه جورچال مربوط به دوران‌های تاریخی پس از اسلام است و در شهرستان رودسر، بخش رحیم آباد، روستای لیما واقع شده و این اثر در تاریخ ۲۷ بهمن ۱۳۸۲ با شمارهٔ ثبت ۱۰۹۷۹ به‌عنوان یکی از آثار ملی ایران به ثبت رسیده‌است.